# ماركو توليو جيوردانا
ماركو توليو جيوردانا (بالإيطالية : {Marco Tullio Giordana} ولد في 1 أكتوبر 1950 في ميلانو ) هو مخرج وسيناريست قدير من إيطاليا غير معروف جماهيرياً بكثرة وأشهر أفلامه فيلم أفضل ما في الشباب ويصنف كواحد من أعظم الأفلام في تاريخ السينما ومن أهمها . ومن مخرجيه المعاصرين جوزيبي ترونتوري وهو من أشهر مخرجي أوروبا على الإطلاق .

## وصلات خارجية
- ماركو توليو جيوردانا على موقع IMDb (الإنجليزية)
- ماركو توليو جيوردانا على موقع روتن توميتوز (الإنجليزية)
- ماركو توليو جيوردانا على موقع ألو سيني (الفرنسية)
- ماركو توليو جيوردانا على موقع أول موفي (الإنجليزية)
- ماركو توليو جيوردانا على موقع قاعدة بيانات الأفلام السويدية (السويدية)
- ماركو توليو جيوردانا على موقع قاعدة بيانات الفيلم (الإنجليزية)
- ماركو توليو جيوردانا على موقع كينوبويسك (الروسية)